# Erythrus ligystropteroides
Erythrus ligystropteroides là một loài bọ cánh cứng trong họ Cerambycidae.